# Mauel
Mauel település Németországban, Rajna-vidék-Pfalz tartományban. Lakosainak száma 55 fő (2023. december 31.).

## Népesség
A település népességének változása:
| Lakosok száma | 104  | 63   | 58   | 57   | 57   | 55   |
|               | 1975 | 2017 | 2019 | 2021 | 2022 | 2023 |